# 伊曼紐爾·辛格里斯
伊曼紐爾·辛格里斯（立陶宛语：Emanuelis Zingeris，1957年7月16日—） 是立陶宛语言学家、博物馆馆长、政治人物，現任立陶宛议会議員。
他過去曾是《立陶宛復國法案》簽署人、立陶宛議會外交委員會主席、歐洲理事會議員大會副主席、民主國家共同體論壇主席。
辛格里斯是立陶宛猶太人，曾任维尔纳加翁犹太国家博物馆馆长、立陶宛犹太社区名誉主席以及立陶宛评估纳粹与苏联占领政权罪行国际委员会主席。他是《關於歐洲良知和譴責共產主義罪行布拉格宣言》的签署人之一，该宣言提议设立歐洲史達林主義和納粹主義受害人紀念日。

## 早年生活和教育
辛格里斯于1981年于维尔纽斯大学获得语言学学位，他本人是犹太人，其论文主题是立陶宛的犹太文化遗产。 

## 從政
辛格里斯是支持立陶宛独立的萨尤季斯成员，并于1990年当选为立陶宛议会議員，並担任外交事务委员会、人权委员会主席。 
辛格里斯2000年未能连任，後擔任维尔纳加翁犹太国家博物馆館長至2004年再次當選議員為止。他曾是立陶宛社會民主黨党员，目前在欧洲层面代表祖國聯盟—立陶宛基督教民主黨和歐洲人民黨。
除了在議會中的職務之外，辛格里斯還曾於2009年擔任立陶宛代表團在歐洲理事會議員大會的主席，並且是大會的副主席之一。
自2020年起，他以此身份擔任大會針對鲍里斯·涅姆佐夫案件的報告員。2023年，他被任命為該議會的「人權捍衛者與吹哨者狀況」總報告員。
此外，辛格里斯还担任立陶宛-以色列议会小组主席，以及立陶宛-美国议会小组主席。2010年，他当选为民主國家共同體议会论坛主席。

## 榮譽
- 立陶宛格迪米纳斯大公勋章（英语：Order of the Lithuanian Grand Duke Gediminas）
- 德意志联邦共和国功绩勋章
- 波蘭共和國功績勳章
- 乌克兰功绩勋章

## 家庭
辛格里斯已婚，育有一子一女。他的兄弟馬卡斯·辛格里斯是知名作家，也曾擔任维尔纳加翁犹太国家博物馆，他已於2023年去世。